# Mirelon
Mirelon je obchodní značka (registrovaná ochranná známka) izolačního materiálu z odlehčeného pěnového polyetylenu s uzavřenou buněčnou strukturou, který se využívá převážně jako tepelná izolace do +90 °C pro svoji nízkou tepelnou vodivost. Pěna je ohebná a trvale pružná. Nemá tendence nasakovat vodu, snadno se tvaruje, je chemicky odolná, bez vlivu na životní prostředí a hygienicky nezávadná. Látka je velmi hořlavá a patří do skupiny C1.
Izolační pěnu vyrábí česká firma Mirel Vratimov a.s.

## Využití
Pěna Mirelon má široké uplatnění ve stavebnictví, kde se používá pro svoji špatnou tepelnou vodivost jako tepelný izolátor. Obkládají se s její pomocí zdi budov, které jsou pak energeticky méně náročné na vytápění. Dalším široce rozšířeným používáním je na omotávání trubek na ochranu před jejich poškozením a tepelnou výměnou s okolím. Menší trubky je možné do ochranného obalu navlékat, u větších se využívá systém obinadla. Izolační pěna se využívá i pro tepelnou izolaci podlah, kam se vkládá na beton jako podložka pro plovoucí podlahy s kročejovým útlumem okolo 17 dB. Mezi alternativní využití patří měkká vystýlka pro přepravu zboží, či jeho ochranný obal, nebo využívání pro měkčení zbraní.